# 鉄腕バーディー DECODE
『鉄腕バーディー DECODE』（てつわんバーディー デコード、TETSUWAN BIRDY DECODE）は、ゆうきまさみの漫画『鉄腕バーディー』を原作とした日本のテレビアニメおよび小説。英語表記は原作の "BIRDY THE MIGHTY" とは異なり、"TETSUWAN BIRDY" が使用されている。
第1期は2008年7月から9月まで放送され、平成20年度第12回文化庁メディア芸術祭アニメーション部門において審査委員会推薦作品のひとつに選出された。第2期は「鉄腕バーディー DECODE:02」（てつわんバーディー デコード ゼロツー）と題して、2009年1月から3月まで放送された。

## 概要
監督を赤根和樹、キャラクターデザインをりょーちもが担当。原作漫画はセルフリメイク作品であり、リメイク前の旧作を原作としたOVAが1996年に発表されているため、本作は『鉄腕バーディー』2度目のアニメ化作品となる（OVAの詳細は鉄腕バーディー#OVAを参照）。
謎の古代兵器「リュンカ」の強奪犯を追って地球にやって来た連邦警察のアルタ人女性警察官・バーディーと、彼女の失敗により致命傷を負い、体の修復を待つ間の措置としてバーディーの体に意識を移された地球人の少年・千川つとむの2人を主人公とした「二心同体」のSFアニメ作品。
原作をベースとして登場人物や「二心同体」などの基本的な設定は踏襲しているものの、「バーディーが地球に来る理由」やオリジナルキャラクター等原作と異なる点は多く、完全なオリジナルストーリーとなっている。原作とは異なる展開とした事については、漫画に忠実にしようとすると漫画を一番わかっているゆうきの不満が出やすそうである事と、進行中のものに無理矢理最終回を作ると物語が破綻する事が理由として挙げられている。このため、ストーリーについてはストーリー原案をアニメスタッフが作成し、原作者であるゆうきに提言を求める形で作成されており、一方、「ゆうきの漫画が原作である統一感」を持たせるため、オリジナルキャラクターについても一旦ゆうきがラフデザインを作成し、それを元としてキャラクターデザインがおこなわれている。
赤根は『バーディー』の魅力がSFとしての設定の面白さよりも人間関係や人間の描写にあると捉え、こうした部分をしっかりと描くために「つとむのほのかな恋の話」を第1部の題材とし、アニメオリジナルヒロインである中杉小夜香を登場させている。そして第2期では、バーディーの幼馴染みであるナタルをオリジナルキャラクターとして登場させ、第1期での率直に恋心を表へと出したつとむ達に対し、大人として背負っている物がある故になかなかうまく行かないバーディーとナタルとの関係を描いている。
アニメ化自体は、放送局も決まらない段階から「鉄腕バーディー THE MOVEMENT〜アニメ化プロジェクト〜」として原作掲載誌である『週刊ヤングサンデー』（小学館）2006年49号にて発表されており、ゆうきの旧友出渕裕が関わることが決定されていた。第1期の放送にあわせて漫画・アニメ双方の設定などを収録した『鉄腕バーディー ARCHIVE』が出版された。これには出渕によるSF考証が掲載されている。なお第1期の放送直前に『週刊ヤングサンデー』は休刊したため、原作は『ビッグコミックスピリッツ』に掲載誌を移し、『鉄腕バーディーEVOLUTION』と改題の上で連載を継続している。（原作については鉄腕バーディーを参照）

## あらすじ

### 第1期
謎の古代兵器「リュンカ」の強奪犯を追って未開の惑星、地球にやってきた連邦警察のアルタ人女性捜査官バーディー・シフォン=アルティラは、犯人を探し出すためグラビアアイドル有田しおんとして活動していた。そしてついに犯人を探し出すが、追いつめる中で誤って地球人の高校生千川つとむを殺してしまう。
地球よりも進んだ連邦の技術を使って、つとむの体は修復されることとなる。しかし修復には時間が必要であり、その間の措置としてつとむの意識はバーディーの体に移され、バーディーとつとむは1つの体に2人の意識が存在する「二心同体」となる。その後なんとか犯人を倒したバーディーであったが、その代償として長年のバディ（相棒）であったロボットのテュートを失い、リュンカの手がかりも失う。
つとむは、クラスメートで世界的企業の会長家令嬢・中杉小夜香と親交を深めていく。小夜香は通院先からの帰路、乗った車が大破する交通事故に遭ったものの奇跡的に傷一つ負わず、翌日には退院した。その後は病弱であった体も丈夫になり、嗜好も変わるなど人が変わったようになった。それは瀕死の重傷であった小夜香に、カペラがリュンカを寄生させたためであった。
夏休みに小夜香がつとむ達を別荘に誘って出かけるが、周囲の山村が突如壊滅する事件が発生する。バーディーはその状況からリュンカの関与を疑う。その後「リュンカは人に付く」との情報を得て、小夜香への寄生を疑いはじめる。夏休み最終日に、つとむは小夜香とデートに出かけ、告白とキスをされる。デートの最中に、バーディーはつとむの体をコントロールし小夜香の汗をハンカチで拭く。これを試料として分析した結果、小夜香への寄生が確定するが、捕獲のためには小夜香を殺害しなければならず、そのことをつとむに知らせることができずにいた。バーディーが遂につとむに告白した矢先、つとむの体の再生が完了し、バーディーとつとむの二心同体は解消される。
ただ一人の家族である祖父を奪われ、また無意識のうちに家政婦までも手に掛け、居所を失ってしまう小夜香は、知らずして敵の懐中に落ちる。救いたい一心で小夜香の元へ駆けつけるつとむ。そして、リュンカの覚醒を感じ、そこへ向かうバーディー。このときバーディーは、小夜香を助ける唯一の方法を知る。リュンカと戦うバーディーの態度から、それに気付いたつとむは、小夜香にキスをしてリュンカを自分の体へと移動させ、バーディーに自分をもう一度殺させた。
人々が姿を消し、都市が廃墟となった事件は、地球人が真相を知ることなく、決着した。しかし、小夜香は交通事故以降の記憶を、つとむへの恋心も含めて喪失し、遠戚の元へと向かうため転校する事となる。そしてつとむは再び、バーディーと二心同体での生活を送る事となった。

### 第2期
第1期終盤から1か月後。体の修復を待ちながら、以前と同じ二心同体の生活を続ける学生のつとむと捜査官のバーディー。有田しおんとしての活動も含め、忙しい日々が続く。前と違うのは、壊滅した街と被害を受けた人々が現実に存在することだった。
脱走したリュンカ事件の首謀者達を捕えるべくバーディーは奔走するが、思わぬ人物と遭遇することになる。それはバーディーの幼馴染で、地球人として生活しているナタルだった……。ナタルはごく普通に地球の生活にとけ込んでいた。再会を喜ぶ二人。だがナタルの父、ダスクはリュンカ事件の首謀者の逃走を手助けしていた。一方、一人目の容疑者の隠れ家を見つけだしたバーディーは身柄を確保しようとするが、すでに容疑者は何者かに殺害されていた。
バーディーは唯一のてがかりである擬態チップをたよりに、二人目の容疑者を発見して追跡するが、その途中またも何者かに容疑者が殺害されてしまう。そして、その容疑者を殺害したのはあのナタルであった。ナタルは彼らが持ち運んだリュンカによって目の前で友人を殺されたこと、地球人を大量に殺したことを恨み彼らに対する復讐を開始したのである。

## 登場人物
- バーディー・シフォン=アルティラ：千葉紗子[7]
- 千川 つとむ：入野自由[7]
- テュート：川田紳司[7]
- カペラ・ティティス：名塚佳織[7]
- カシュー・ゲーゼ：浜田賢二
- 室戸 圭介：藤原啓治[7]
- 真田 かをり：大原さやか
- イルマ：真山亜子
- ギーガー： 斧アツシ
- バチルス：間宮康弘
- オンディーヌ：白石涼子
- 兄貴、舎弟：金光宣明（兄貴） / 興津和幸（舎弟）
- ヴァイオリン：能登麻美子
- キンゼル・ハウアー：大塚芳忠
- ルー・メギウス：青山穣
- スケルツォ・ガ＝デール：若本規夫
- ネーチュラー・ゲーゼ：柚木涼香
- ウィージ・ガッハウ：根谷美智子
- 早宮 夏美：伊藤かな恵[7]
- 須藤 良太 ：浅沼晋太郎[7]
- 千明 和義 ：白石涼子[7]
- 羽沢 昌之：高城元気
- 正久保：大原崇
- 北村 可奈絵：寿美菜子
- 千川 はづみ：高橋美佳子
- アンカーマン：大川透
- クリステラ・レビ：兵藤まこ
- ゲオルグ・ゴメス：石塚運昇[7]
- 千明 初枝：片貝薫

### オリジナルキャラクター

#### 第1期
中杉 小夜香（なかすぎ さやか）
声 - 坂本真綾
つとむ達のクラスメイト。病弱で、会社を経営する祖父のもとで暮らしている。交通事故により瀕死の重傷を負うが、その場に居合わせたカペラによってリュンカを体内に埋め込まれてしまう。
リュンカと融合したことにより身体機能が異常に強化され、病弱な体質も回復し、事故後わずか2日で学校に復帰している。また、内向的だった性格にも変化が現れている。しかしその一方で、自らの中に目覚めつつある得体の知れないものに意識の無いまま突き動かされることもあり、戸惑いを感じることになる。
また、性格の変化に伴い、つとむとの恋愛関係を育み、お互いに大切な存在になっていく。しかしシャマランの陰謀により、不幸のどん底に落とされることになる。後にそれにかかわる記憶を喪失。
第1期終了時に神戸に転校してしまったが、第2期終盤では、記憶を取り戻す手掛かりを携え文化祭に訪れる。
人気キャラだったためか、後に（設定は変更されて）原作に逆輸入されることとなる。
サタジット・シャマラン
声 - 鈴村健一
世界的な総合娯楽企画会社プレイメイカー・インダストリアル (PMI) 社の若き社長。裏では各国政府、メディア機関へ隠然たる影響力を持っている。
気さくな好青年を思わせる容姿とは裏腹に、内面では強い選民思想を持っており、それを実現するべくリュンカを我が物にしようと企む。そのためにゴメスからオンディーヌを借用する等の協力関係を結んだ。またリュンカに関してはカペラとも協力関係にあり、他にもマリオネット関係でアンカーマンと関係を結んだ。その選民思想の根底には、過去、中南米での大規模テロで唯一生き残った経験がある。
小夜香の中のリュンカを捕獲・成長させるために、勝利を自らの手で殺害。その後、小夜香を引き取りリュンカを目覚めさせたが、覚醒したリュンカによって他の人と何ら変わりなく命を奪われる。
後に原作『EVOLUTION』の終盤に小夜香にかかわる人物として名前だけが登場する。
中杉 勝利（なかすぎ かつとし）
声 - 菅生隆之
中杉インダストリアル・テクノロジー社の会長にして、小夜香の祖父。会社の事業の一つとして「介護用」アンドロイド事業に着手しており、シャマランから出資を得ていたが、後にシャマランが介護用アンドロイドの技術を軍事用に転用しようとしていることを知り、彼と決別しようとするが、リュンカを欲するシャマランに殺害される。
鈴木 良枝（すずき よしえ）
声 - 新田万紀子
中杉家の家政婦。幼いころから小夜香の面倒を見ており、事故から回復した彼女の小夜香の性格の変化に不安を覚え、彼女が別の何かに変わってしまったと思いこむようになる。
小夜香が勝利の死体を発見し立ち竦んでいるときに部屋に入ってきたため、小夜香が勝利殺しの犯人と誤解する。それまでの思い込みも相まって彼女を「化け物」と呼んでしまい、発現したリュンカに殺害される。

#### 第2期
ナタル
声 - 松風雅也、大原さやか（幼少期）
バーディーの幼馴染のアルタ人。地球では理学療法士「神明 奈多流（しんみょう なたる）」として働いている。実は調整アルタ人の実験体で、ジャンプという空間転移能力があるが、激しい頭痛を起こすなど副作用が強い為、父ダスクにその能力を自制するように言われていた。ヴァリック達に復讐をしようと企んでおり、逃亡者達相手ではかなり残忍だが、ナタルを慕う子供たちの前では絶対に手を出さない優しいところもある。モスを殺そうとしたところにバーディーが現れ、イクシオラの定めとしてバーディーを殺害しようとする。バーディーを圧倒し止めを刺そうとした時に、バーディーと体を交代したつとむによって説得され改心する。そしてバーディーとキスを交わし、能力で過去に戻りヴァイオリンを失い激昂したバーディーを助けて幼いナタルに引き渡してどこかへ去って行った。
ダスク
声 - 菅生隆之
ナタルの養父。地球に逃れてからは、同様に逃げてくる異星人を連邦から匿う「逃がし屋」。連邦時代は、反体制派テロ組織「イズダルタ」の一員で「青い牙」の異名を持っていた。表向きは神田神保町で古書店を営んでおり、室戸とも面識があった。仲間を殺害している犯人と誤解され、ガトール達に殺される。
各務 雄一（かがみ ゆういち）
声 - 櫻井孝宏
ナタルの学生時代からの友人で、翔子の兄。リュンカ事件により死亡している。
各務 翔子（かがみ しょうこ）
声 - 川澄綾子
雄一の妹。リュンカが引き起こした一連の事件で被害に遭い脚を負傷した。ナタルの勤める病院に入院している。
ナタルを強く慕っており、彼と共にいる事が増えたしおん（バーディー）に嫉妬する事も。
ヴァリック・ニグア
声 - 浅沼晋太郎
逃亡者達の脱獄の計画から実行まで全てに関与したアルタ人。かつて「イズダルタ」に所属しており、ダスクとはその頃から面識がある。ナタルの出生についても知っているため、当時からナタルを「でき損ない」と罵っていた。
最後の標的と宣告され怖じ気づき、バーディーの元へ出頭して保護してもらおうという臆病な面も。しかし最後にはモスが作動させた核兵器を止め、東京一帯の壊滅を未然に防いだ。
ガトール・ボラン
声 - 斧アツシ
逃亡者達の1人で、宇宙連邦の軍情報部に所属する軍人。階級は大佐で、リュンカ事件の作戦指揮官だった。ナタルに敗れ逃走して、後に弱みを見せたところを「弱い男は嫌い」という理由で、モスによって殺害される。
連邦の多くの人々と同じくアルタ人を忌み嫌っており、姿形が似ている地球人の事も卑しんでいる。そのため、地球人に擬態して隠れるのにも難色を示していた。
モス・キリー
声 - 甲斐田裕子
逃亡者達の1人で、宇宙連邦の軍情報部に所属する女性軍人。ガトールの部下で、数々の戦場を共に乗り越えてきたという。今回の逃亡の手引きをした。
ダスク殺害後に、ナタルが真犯人だということに気付いて銃撃しようするが、ナタルの新しい能力が発動して果たせなかった。後に第5の標的となり戦って圧倒するも、腕を引きちぎられて重傷を負うが、バーディーの介入により助かる。
ファロイド・クスト
声 - 宮田幸季
逃亡者達の1人で、リュンカを研究していたイータ人の研究者。タセラの双子の（12番目の卵から生まれた）兄。種族の特徴で体躯が小さく、地球では子供の姿に擬態していた。4話で蚕糸の森公園でナタルに腕を引きちぎられた後、六本木廃墟に連れ去られて石塊で全身を潰されて死亡した。
タセラ・クスト
声 - 白石涼子
逃亡者達の1人で、ファロイドの双子の妹。ファロイドと同じくリュンカを研究し、また地球では子供の姿に擬態していた。ナタルの能力開発の経緯を研究所時代の同僚から聞かされている。ガトール達が、仲間の殺害を行っているのはバーディーだと誤解した時にも、唯一疑問を感じていた。
地球人の子供として生きていこうとし、養護施設から引き取られ養父母の家にいるところをナタルに襲われて首を引きちぎられ死亡。最期までナタルのことを恐れており、殺害された際も泣き顔という悲惨な死に顔だった。
アグラズーメ・トゥーラ
声 - 銀河万丈
逃亡者達の1人で、元連邦上級議員。2話でバーディーから逃げている途中にナタルと遭遇し戦闘になるが一瞬で敗れ、最期は徹底的に苦しめられ、岩盤に叩きつけられて死亡した。
シー・リアンシェル
声 - 島香裕
逃亡者達の1人で、元神祇官。フランス人の美術商「リノ・モレル」としてホテルに潜伏していた。1話でバーディーが到着する前に、殺害される。

## 用語解説
リュンカ
連邦で研究されていた危険な寄生生命体。覚醒すると周囲の生命体を一瞬で結晶化させ死に至らしめる。覚醒にはいくつかの段階がある。第2段階では分離体を出現させ本体を守ることが可能となり、「バンデーロ」と呼ばれる第3段階では、宿主の中に収縮した状態となり、別の宿主へと移らせることが可能となる。作中ではカペラの手により小夜香に埋め込まれ、たびたび意識を乗っ取っては周囲の人間を殺害し続け、覚醒時には都市ごと人々の命を奪った。最終的に彼女から切り離されつとむに寄生、そのつとむの身体をバーディーが破壊したことで機能を停止し、ネーチュラーに封印された。
六本木廃墟
神祇庁による攻撃がリュンカの分離体によって反射され、それによって被害を受け荒廃した六本木のこと。自衛隊により封鎖されているが、ところによっては人が入り込み、犯罪も横行している。
擬態反応チップ
別の人種に擬態するための道具。ダスクがリアンシェルらに渡したものは、装着者が死亡した場合機密保持のため遺体を、衣服や飛散した血液までも完全に消滅させる事もできる。但しチップ自体は残る。

## スタッフ
- 監督 - 赤根和樹[7]
- シリーズ構成 - 大野木寛[7]、水上清資（DECODE:02から）
- キャラクターデザイン・総作画監督 - りょーちも
- メカニカルデザイン - 佐山善則
- 特殊美術デザイン - 石津泰志
- プロップデザイン - コバヤシサバ
- 色彩設計 - 木村聡子
- 美術設定 - 金平和茂
- 美術監督 - 佐藤豪志
- 撮影監督 - 葛山剛士
- 編集 - 後藤正浩
- 音楽 - 菅野祐悟
- 音響監督 - 明田川仁
- クリエイティブプロデューサー - 出渕裕[7]
- プロデューサー - 南成江
- 制作プロデューサー - 落越友則
- アニメーションプロデューサー - 高村江美
- 制作 - A-1 Pictures[7]
- 製作 - PROJECT BIRDY（アニプレックス、小学館）

## 主題歌
第1期
オープニングテーマ「そら」
作詞・作曲・歌 - Hearts Grow / 編曲 - fabrik
エンディングテーマ「Let's go together」
作詞・作曲 - ゲンゲン / 編曲 - アフロマニア、大久保友裕 / 歌 - アフロマニア
第2期
オープニングテーマ「kiseki」
作詞 - 稲寺佑紀 / 作曲 - 栗原稔、稲寺佑紀、岩田アッチュ / 編曲・歌 - ニルギリス
エンディングテーマ「タネ」
作詞 - 秋元康 / 作曲 - 小林哲也 / 編曲 - pal@pop / 歌 - ノースリーブス

## 各話リスト
次回予告のナレーションは第1期は「有田しおん」、第2期は前半を「幼少時のバーディー」、後半は「現在のバーディー」が行っている。
| 話数 | サブタイトル            | 脚本     | 絵コンテ                   | 演出              | 作画監督                        |
| ---- | ----------------------- | -------- | -------------------------- | ----------------- | ------------------------------- |
| 1    | ONE PLUS ONE            | 大野木寛 | 赤根和樹                   | 赤根和樹          | りょーちも                      |
| 2    | THE PARTNERED ONE       | 水上清資 | 林直孝                     | 林直孝            | 林勇雄 浜森理宏                 |
| 3    | VIEW OF LIFE            | 浅川美也 | 赤根和樹                   | 古賀一臣          | 野田康行 高田晃 近藤源一郎      |
| 4    | A stranger from Earth   | 大野木寛 | 別所誠人                   | 堤雄一郎          | 服部憲知                        |
| 5    | Another World           | 出渕裕   | 飯田馬之介                 | 鎌仲史陽          | 追崎史敏                        |
| 6    | Both of Us              | 水上清資 | 山口頼房 古賀一臣          | 鈴木卓夫          | 富沢和雄                        |
| 7    | Night Walker            | 浅川美也 | もりたけし                 | 平井義通 古賀一臣 | 都竹隆治                        |
| 8    | GHOST VILLAGE           | 高山文彦 | 林直孝                     | 林直孝            | 林勇雄 浜森理宏 石川準 江畑諒真 |
| 9    | The champion of justice | 大野木寛 | もりたけし                 | 鎌仲史陽          | 河野真貴 高橋瑞香 才木康寛      |
| 10   | You're the One          | 水上清資 | 駒井一也                   | 堤雄一郎          | 服部憲知 佐野陽子               |
| 11   | Bye bye Buddy           | 浅川美也 | 赤根和樹 古賀一臣 中村憲由 | 川畑喬            | 千葉茂 飯飼一幸                 |
| 12   | DOOMSDAY                | 高山文彦 | 渡辺信一郎                 | 古賀一臣          | 松本憲生 仁保知行               |
| 13   | Stand by Me             | 大野木寛 | 赤根和樹 林直孝 古賀一臣   | 林直孝            | りょーちも 林勇雄               |

| 話数 | サブタイトル              | 脚本     | 絵コンテ          | 演出              | 作画監督                   |
| ---- | ------------------------- | -------- | ----------------- | ----------------- | -------------------------- |
| 1    | After All                 | 水上清資 | 赤根和樹          | 堤雄一郎 赤根和樹 | 林勇雄                     |
| 2    | Simple Twist of Fate      | 大野木寛 | 山本靖貴          | 古賀一臣          | 江畑諒真                   |
| 3    | Somewhere in Time         | 浅川美也 | 田中孝行          | 田中孝行          | 山崎秀樹                   |
| 4    | Tears Are Not Enough      | 大野木寛 | 関野昌弘          | 原田孝宏          | 山本美佳                   |
| 5    | Before It's Too Late      | 浅川美也 | 林直孝            | 林直孝            | 田中裕介 高橋瑞香          |
| 6    | A Prisoner of the Past    | 水上清資 | 笹木信作          | 鎌仲史陽          | 石川準                     |
| 7    | We Will Meet Again        | 水上清資 | 森田宏幸          | 堤雄一郎          | りょーちも 仁保知行 中屋了 |
| 8    | Falling in Love with Love | 浅川美也 | 古賀一臣          | 古賀一臣          | 河野真貴 浜森理宏 千葉茂   |
| 9    | Space,Time,and You        | 高山文彦 | 藤森カズマ        | 初見浩一          | 羽生貴之                   |
| 10   | It Never Entered My Mind  | 大野木寛 | 田中孝行          | 田中孝行          | 渡辺純子                   |
| 11   | Both Sides Now            | 水上清資 | 林直孝            | 林直孝            | 林勇雄 中野良一            |
| 12   | Before Long               | 水上清資 | 赤根和樹 松本憲生 | 赤根和樹          | りょーちも 林勇雄 田中裕介 |

## 放送局
| 放送地域   | 放送局       | 放送期間                 | 放送日時           | 放送系列       | 備考             |
| 第1期      | 第1期        | 第1期                    | 第1期              | 第1期          | 第1期            |
| ---------- | ------------ | ------------------------ | ------------------ | -------------- | ---------------- |
| 埼玉県     | テレ玉       | 2008年7月4日 - 9月26日   | 金曜 25:00 - 25:30 | 独立UHF局      |                  |
| 神奈川県   | tvk          | 2008年7月4日 - 9月26日   | 金曜 25:15 - 25:45 | 独立UHF局      |                  |
| 京都府     | KBS京都      | 2008年7月4日 - 9月26日   | 金曜 25:30 - 26:00 | 独立UHF局      |                  |
| 兵庫県     | サンテレビ   | 2008年7月4日 - 9月26日   | 金曜 26:10 - 26:40 | 独立UHF局      |                  |
| 東京都     | TOKYO MX     | 2008年7月5日 - 9月27日   | 土曜 22:30 - 23:00 | 独立UHF局      |                  |
| 日本全域   | BS11         | 2008年7月5日 - 9月27日   | 土曜 23:00 - 23:30 | BSデジタル放送 | 『ANIME+』枠     |
| 宮城県     | 東北放送     | 2008年7月5日 - 9月27日   | 土曜 26:15 - 26:45 | TBS系列        |                  |
| 福岡県     | TVQ九州放送  | 2008年7月7日 - 9月29日   | 月曜 25:53 - 26:23 | テレビ東京系列 |                  |
| 沖縄県     | 沖縄テレビ   | 2008年7月8日 - 9月30日   | 火曜 25:35 - 26:05 | フジテレビ系列 |                  |
| 中京広域圏 | 中部日本放送 | 2008年7月9日 - 10月8日   | 水曜 26:15 - 26:45 | TBS系列        |                  |
| 千葉県     | チバテレビ   | 2008年7月9日 - 10月1日   | 水曜 26:30 - 27:00 | 独立UHF局      |                  |
| 日本全域   | アニマックス | 2008年7月14日 - 10月6日  | 月曜 22:00 - 22:30 | CS放送         | 『LEVEL 22』枠   |
| 北海道     | 北海道放送   | 2008年7月23日 - 10月15日 | 水曜 26:15 - 26:45 | TBS系列        |                  |
| 日本全域   | GYAO!        | 2008年7月24日 - 10月16日 | 木曜 12:00 更新    | ネット配信     |                  |
| 第2期      |              |                          |                    |                |                  |
| 兵庫県     | サンテレビ   | 2009年1月9日 - 3月27日   | 金曜 26:10 - 26:40 | 独立UHF局      |                  |
| 東京都     | TOKYO MX     | 2009年1月10日 - 3月28日  | 土曜 22:30 - 23:00 | 独立UHF局      | リピート放送あり |
| 千葉県     | チバテレビ   | 2009年1月14日 - 4月1日   | 水曜 26:30 - 27:00 | 独立UHF局      |                  |
| 京都府     | KBS京都      | 2009年1月15日 - 4月2日   | 木曜 26:00 - 26:30 | 独立UHF局      |                  |
| 埼玉県     | テレ玉       | 2009年1月16日 - 4月3日   | 金曜 25:00 - 25:30 | 独立UHF局      |                  |
| 神奈川県   | tvk          | 2009年1月16日 - 4月3日   | 金曜 25:15 - 25:45 | 独立UHF局      |                  |
| 日本全域   | BS11         | 2009年1月17日 - 4月4日   | 土曜 23:00 - 23:30 | BSデジタル放送 | 『ANIME+』枠     |
| 日本全域   | アニマックス | 2009年1月19日 - 4月6日   | 月曜 22:00 - 22:30 | CS放送         | 『LEVEL 22』枠   |
| 福岡県     | TVQ九州放送  | 2009年1月19日 - 4月6日   | 月曜 25:53 - 26:23 | テレビ東京系列 |                  |
| 中京広域圏 | 中部日本放送 | 2009年1月28日 - 4月8日   | 水曜 26:00 - 26:30 | TBS系列        |                  |
| 日本全域   | GYAO!        | 2009年1月29日 - 4月9日   | 木曜 12:00 更新    | ネット配信     |                  |

| TOKYO MX 土曜22:30 - 23:00枠 | TOKYO MX 土曜22:30 - 23:00枠 | TOKYO MX 土曜22:30 - 23:00枠 |
| 前番組                       | 番組名                       | 次番組                       |
| ---------------------------- | ---------------------------- | ---------------------------- |
| PERSONA -trinity soul-       | 鉄腕バーディー DECODE 第1期  | かんなぎ                     |
| TOKYO MX 土曜22:30 - 23:00枠 |                              |                              |
| かんなぎ                     | 鉄腕バーディー DECODE 第2期  | The Hills シーズン3          |

## 特別番組
第1期
同時期アニプレックス系作品2作の紹介番組『新作アニメ総力特集! この夏イチ押しアニメSP』を独立UHF局6局にて放送。
前半『セキレイ』、後半 『鉄腕バーディー DECODE』の構成。放送局・日時においてはセキレイ (漫画)#特別番組を参照。
第2期
『鉄腕バーディー DECODE:02』放送局10局のうちアニマックスを除く9局で、紹介番組『鉄腕バーディー DECODE:02 〜プロローグ〜』が放送された。
放送日時はそれぞれの局での第1話放送のちょうど1週間前（TOKYO MXではその日時に加え、2008年12月31日26時00分から26時30分に先行放送、2009年1月7日26時00から26時30分にリピート放送も行われた）。
番組内容は、つとむのモノローグが入った第1期『鉄腕バーディー DECODE』のダイジェスト、『鉄腕バーディー DECODE:02』の紹介、赤根和樹・りょーちも・千葉紗子・入野自由のコメントなど。

## DVD
2008年9月24日より毎月1枚ずつ発売。各巻とも同日に通常版と完全生産限定版の2種類がリリースされる。1期の限定版には本編ディスクの他に「TETSUWAN BIRDY "DECODER"」と題された特典ディスク（DVDまたはCD）・りょーちも書き下ろしのスリープケース・ゆうき描き下ろしの1ページ漫画「鉄腕バーディーえんこーど」が同梱される。「鉄腕バーディーえんこーど」は原作単行本のおまけ漫画「こんなバーディーはいやだか?」と同じ様に、作中のキャラクターとゆうきが掛け合う物が多い。
- 『鉄腕バーディー DECODE』
  1. 2008年9月24日発売、ANSB-3271
    - 限定版、ANZB-3271

  2. 2008年10月22日、ANSB-3273
    - 限定版、ANZB-3273

  3. 2008年11月26日、ANSB-3275
    - 限定版、ANZB-3275

  4. 2008年12月17日、ANSB-3277
    - 限定版、ANZB-3277

  5. 2009年1月28日、ANSB-3279
    - 限定版、ANZB-3279

  6. 2009年2月25日、ANSB-3281
    - 限定版、ANZB-3281

## イベント
第1期
2008年3月29日、東京国際アニメフェア2008において「KICK OFFステージ」が開催された。
企画担当の植田益朗の司会で、ゆうきまさみ・赤根和樹・千葉紗子・入野自由・伊藤かな恵・藤原啓治らによるトークやプロモーションビデオ上映などが行われた。
第2期
2008年12月23日、東京都港区赤坂にあるビル内で、応募者の中から抽選で選ばれた200名のファンが参加するスペシャルイベント「鉄腕PARTY」が開催された。
アニメーション研究家氷川竜介の司会で、ゆうきまさみ・出渕裕・赤根和樹・千葉紗子らによるトーク、彼らが関わったアニメ作品（『機動警察パトレイバー』、『ノエイン もうひとりの君へ』）を1話ずつ上映、『鉄腕バーディー DECODE:02』第1話の上映などが行われた。

## WEBラジオ
2008年11月20日 - 2009年3月25日（全7回）、WEBラジオ『鉄腕バーディー DECODE:R（デコード アール）』が、公式サイトにて、不定期に配信された。
千葉紗子と入野自由をパーソナリティとして、スタッフや担当声優をゲストに迎えてのトークやリスナーからのお便りの紹介などを行う。

### ゲスト
- 第1回 - なし
- 第2回 - 赤根和樹（監督）
- 第3回 - 伊藤かな恵（早宮夏美役）
- 第4回 - 川田紳司（テュート役）、水上清資（シリーズ構成）、落越友則（プロデューサー）
- 第5回 - 松風雅也（ナタル役）
- 第6回 - 名塚佳織（カペラ役）
- 第7回 - 藤原啓治（室戸役）、松風雅也（ナタル役）

### エピソード
- 第7回（2009年3月25日）放送では、2009年3月21日にTAF2009で行われた公開録音の模様が放送された。

## 小説
『鉄腕バーディーDECODE あの日の小夜香へ』のタイトルで、アニメ第1期のノベライズ作品がガガガ文庫より発表されている。アニメで脚本を担当した浅川美也が執筆、イラストはりょーちもとうっけが担当している。2009年2月18日発売。
タイトルの示す通りに、本作独自のヒロインである小夜香に焦点を当てた作品となっており、第1期の出来事を、小夜香とバーディーそれぞれの視点から書いている。本編4章にプロローグとエピローグを加えた6章構成で、さらに本編4章はそれぞれ幾つかの節から成っている。節名はその節が誰の視点であるかを示しており、原則として「小夜香」と「バーディー」が交互となっている。
また、あとがきとして、「鉄腕バーディーえんこーど」（DVD付録のゆうきによる1ページ漫画）の出張版が掲載されている。

## 書誌情報
- ゆうきまさみ『鉄腕バーディー ARCHIVE』〈ヤングサンデーコミックススペシャル〉2008年7月9日初版発行、ISBN 978-4-09-151357-1